# Natsuyuki Rendezvous
Natsuyuki Rendezvous (夏雪ランデブー Natsuyuki Randebū?) es una serie de manga escrita e ilustrada por Haruka Kawachi. Fue publicada en la revista Feel Young de la editorial Shōdensha entre julio de 2009 y enero de 2012. El manga fue adaptado a una serie de anime para televisión, salió al aire entre julio y septiembre de 2012, fue producida por el estudio Dogakobo.

## Argumento
Hazuki es un joven que comienza a trabajar en una tienda de flores tras enamorarse a primera vista de la dueña del negocio. Sin embargo, Hazuki se entera de que Rokka perdió a su esposo, el joven empleado es el único que puede ver el espíritu. Atsushi, el difunto, hizo una promesa de quedarse para siempre en el negocio e interferir en cualquier relación que Rokka intente con otra persona, sin embargo, más adelante posee el cuerpo del joven empleado y procede a enamorar a Rokka.

## Personajes
Ryōsuke Hazuki (葉月 亮介 Hazuki Ryōsuke?)
Voz por: Yūichi Nakamura
Es un joven que se enamora de la dueña de una tienda de flores, se convierte en cliente habitual y más adelante en empleado. Intenta enamorar a su jefa, quien es viuda, para ello el espíritu del fallecido posee su cuerpo.
Rokka Shimao (島尾 六花 Shimao Rokka?)
Voz por: Sayaka Ohara
Es propietaria de una tienda de flores, tras la muerte de su marido ha decidido no volver a enamorarse. Conoce a un joven que es cliente habitual de la florería y le da trabajo, con el tiempo Rokka se enamora de Hazuki pues le recuerda en muchas cosas a su esposo.
Atsushi Shimao (島尾 篤 Shimao Atsushi?)
Voz por: Jun Fukuyama
El difunto marido de Rokka y el fundador de la tienda de flores. Tras su muerte, su espíritu vaga por la tienda y el único que puede verlo y escucharlo es el nuevo empleado Hazuki. Atsushi posee al joven empleado y enamorar de nuevo a Rokka, quien confiesa que se está enamorando de Hazuki.
Miho Shimao (島尾 ミホ Shimao Miho?)
Voz por: Yumi Touma
Ayuda en la tienda de flores. Es familiar de Atsushi.
Yuki Hazuki (葉月 ユキ Hazuki Yuki?)
Voz por: Takako Honda
La hija de Hazuki y Rokka que nació cuando ambos se casaron. Heredó la tienda de flores.
Akko (アッコ?)
Voz por: Marie Miyake
Ayuda en la tienda de flores junto a Hazuki.

## Manga
El manga fue escrito e ilustrado por Haruka Kawachi y fue serializado por la revista Feel Young de la editorial Shōdensha entre julio de 2009 y septiembre de 2012, fueron lanzados cuatro tomos en formato tankōbon y un tomo especial titulado Natsuyuki Rendez-vous - Bangaihen (夏雪ランデブー 番外編).

#### Lista de volúmenes
| N.º | Título      | Fecha de lanzamiento    | ISBN original          |
| --- | ----------- | ----------------------- | ---------------------- |
| 1   | «Volumen 1» | 20 de febrero de 2010   | ISBN 978-4-39-676487-6 |
| 2   | «Volumen 2» | 8 de septiembre de 2010 | ISBN 978-4-39-676503-3 |
| 3   | «Volumen 3» | 8 de agosto de 2011     | ISBN 978-4-39-676528-6 |
| 4   | «Volumen 4» | 7 de abril de 2012      | ISBN 978-4-39-676544-6 |

## Anime
El manga consiguió una adaptación a serie de anime para televisión, fue producida por el estudio Dogakobo y salió al aire en el segmento de anime del canal Fuji TV entre julio y septiembre de 2012. Fue transmitido de manera simultánea por Crunchyroll. El tema de apertura es See You, interpretado por Yuya Matsushita y el tema de cierre es Anata ni Deawa Nakereba ~Natsuyuki Fuyuhana por Aimer.

#### Lista de episodios
| #  | Título        | Estreno                  |
| -- | ------------- | ------------------------ |
| 1  | «Episodio 1»  | 5 de julio de 2012       |
| 2  | «Episodio 2»  | 12 de julio de 2012      |
| 3  | «Episodio 3»  | 19 de julio de 2012      |
| 4  | «Episodio 4»  | 26 de julio de 2012      |
| 5  | «Episodio 5»  | 2 de agosto de 2012      |
| 6  | «Episodio 6»  | 9 de agosto de 2012      |
| 7  | «Episodio 7»  | 16 de agosto de 2012     |
| 8  | «Episodio 8»  | 23 de agosto de 2012     |
| 9  | «Episodio 9»  | 30 de agosto de 2012     |
| 10 | «Episodio 10» | 6 de septiembre de 2012  |
| 11 | «Episodio 11» | 13 de septiembre de 2012 |